# Florence Wallace Pomeroy
Florence Wallace Pomeroy (nacida como Florence Wallace Legge, Belfast, 14 de abril de 1843 - Onslow Square, South Kensington, 30 de abril de 1911) se destacó por su lucha al frente de la sociedad del vestido racional occidental, en inglés la Western Rational Dress society y por su activismo en el movimiento sufragista.

## Biografía

#### Su vida privada
Florence Wallace Pomeroy nació en 1843, era hija de William Wallace Legge de Malone House, del condado de Antrim (Irlanda del Norte), quien era un rico terrateniente y de Eleanor Wilkie.
Sus padres bautizaron a su única hija en la iglesia irlandesa de Santa Ana, Shankill, Co. Antrim en julo de 1843, debido al estricto código religioso y a la alta tasa de mortalidad infantil lo más probable es que su bautizo se diera una o dos semanas después de su nacimiento.
Tuvo un hermano mayor, llamado como su padre y cuyo nacimiento fue anunciado en la prensa local el 18 de marzo de 1841 El nacimiento de Florence Wallace Pomeroy no contó con tal honor.
Su hermano se convirtió en un alcohólico y fue repudiado por la familia, mientras esto ocurría Florence contrajo matrimonio con James Spencer Pomeroy en 1861, James Spencer Pomeroy era heredero a los títulos del condado de Kildare y llegó a convertirse en Vizconde de Haberton el siguiente año de su matrimonio con Lady Legge.
Florence Wallace tuvo cuatro hijos, Aline Florence, Hilda Evelyn, Ernest Arthur George
Florence Wallace Pomeroy falleció en Onslow Square, South Kensington, a la edad de 67 años.

#### Su participación en el movimiento por los derechos de las mujeres
En 1881, se fundó en Londres la Sociedad del vestido racional occidental, cuyo objetivo era “promover la adopción de acuerdo con el gusto y la conveniencia individuales de un estilo de vestir basado en consideraciones de salud, comodidad y belleza, y despreciar los cambios constantes de moda que no pueden recomendarse. por cualquiera de estos motivos”. Lady Harberton fue su cofundadora y presidenta.
Reconociendo la naturaleza restrictiva de la ropa de mujer, abogaba por usar una falda dividida sobre un par de pantalón corto u otro tipo de pantalón.
Como presidenta de la sociedad del vestido racional occidental  tuvo que enfrentarse a las más furibundas críticas y ataques provenientes de hombres de la aristocracia inglesa, los cuales la acusaban de querer vestir a las mujeres como hombres, o incluso querer traer la moda de la Grecia clásica a la su tiempo actual, de estos ataques Lady Haberton se defendió a través de sus artículos de prensa.
Lady Haberton hacia campaña para que las mujeres vistieran faldas partidas o pantalones bombachos que ella y la sociedad del vestido racional occidental  consideraba que eran prendas mucho más apropiadas por su comodidad para las mujeres a la hora de montar en bicicleta. Esto era visto como una falta en las normas de vestimenta, tanto es así que en una ocasión, en 1898 Lady Haberton se encontrada dando un paseo en bicicleta vistiendo unos pantalones bombachos y una chaqueta de montar, le fue prohibida la entrada al Bautboy Hotel, debido a que los propietarios consideraban que llevaba una vestimenta indecente, sin embargo esto no impidió que Lady Haberton siguiera vistiendo a su manera y siguiera luchando por  La sociedad del vestido racional occidental.
Durante el auge del movimiento sufragista Lady Haberton se pronunció a favor de las mujeres a través de artículos escritos para The Times, en dichos artículos Lady Haberton afirmaba que las mujeres eran capaces de realizar las mismas actividades y hazañas que realizaban y habían realizado los hombres tanto en el día a día cómo en la historia.